# توميسلاف بافليتشيتش
توميسلاف بافليتشيتش (بالكرواتية: Tomislav Pavličić)‏ هو لاعب كرة قدم كرواتي في مركز الوسط، ولد في 6 ديسمبر 1983 في فينكوفسي في كرواتيا. لعب مع نادي ماريبور.

## وصلات خارجية
- توميسلاف بافليتشيتش على موقع قاعدة بيانات كرة القدم.إي يو (الإنجليزية)
- توميسلاف بافليتشيتش على موقع Soccerway.com (الإنجليزية)